# Jersson González
Jersson González (Cali, Valle del Cauca, Colombia; 16 de enero de 1975) es un exfutbolista colombiano. Jugaba de lateral o volante, además de ser experimentado en tiros libres, tuvo la mejor etapa de su carrera en  América de Cali. En enero de 2012 se retiró del fútbol activo.

## Trayectoria como jugador
Inició su carrera profesional en el América de Cali en 1993, para la temporada 1994 fue cedido al Deportes Tolima de Humberto “El Tucho” Ortiz donde logró el ascenso con el equipo musical. Posteriormente regresó al América donde tuvo 4 etapas con los escarlatas y fue campeón de la Primera A en 1997, 2000, 2001 y Finalización 2008 además de la obtención del primer título internacional oficial de los diablos rojos la Copa Merconorte 1999 siendo figura en varios de los campeonatos ya mencionados lo que le valió convertirse en todo un ídolo de los hinchas americanos.
En agosto de 1997, durante un partido entre el América y el Caldas, González sufrió una complicación cardíaca que obligó a su inmediato traslado a una importante clínica de Santiago de Cali. El dictamen médico indicó que se trató de un trastorno de ritmo cardiaco Su regreso al fútbol competitivo se produjo en febrero de 1998, tras su recuperación que tomó unos cinco meses
También pasó por Galatasaray de Turquía, River Plate de Argentina, Centauros, Deportivo Pereira, Boyacá Chicó. Ha marcado 85 goles en su carrera profesional, 50 de ellos de tiro libre considerados como su especialidad. Jersson fue el maestro de Rubén Darío Bustos en el América de Cali para la ejecución de tiros libres.
En 2011 luego de jugar una temporada en la Primera B con Atlético Bucaramanga regresó al América de Cali junto con otros referentes ya veteranos del equipo vallecaucano sin embargo al final del año y tras el descenso del equipo a la B decidió retirarse para dedicarse a entrenar a los juveniles del América. desde 2013 dirigirá las categorías juveniles de Boyacá Chicó.

## Selección nacional
Ha pasado por varias categorías de la Selección Colombia, entre ellas Colombia Prejuvenil en 1991-1993 y Colombia Juvenil; clasificó y jugó el Mundial de Australia 1993; y Colombia Sub-23 en 1994-1995, donde ganó la Copa de las Américas y el Bronce en los Juegos Panamericanos. Participó con la selección de mayores desde 1995 hasta 2001, con la que fue campeón de la Copa América 2001.

### Participaciones enCopas del Mundo
| Mundial             | Sede      | Resultado      | PJ | GA | Asis |
| ------------------- | --------- | -------------- | -- | -- | ---- |
| Mundial Sub-20 1993 | Australia | Fase de grupos | 3  | 0  | 0    |

### Participaciones enCopas América
| Torneo                 | Sede                   | Resultado              | PJ | GA | Asis |
| ---------------------- | ---------------------- | ---------------------- | -- | -- | ---- |
| Copa América 1999      | Paraguay               | Cuartos de final       | 1  | 0  | 0    |
| Copa América 2001      | Colombia               | Campeón                | 2  | 0  | 0    |
| Total en Copas América | Total en Copas América | Total en Copas América | 3  | 0  | 0    |

### Participaciones enEliminatorias al Mundial
| Eliminatoria                                | Sede del Mundial      | Posición      | Resultado | PJ | GA | Asis |
| ------------------------------------------- | --------------------- | ------------- | --------- | -- | -- | ---- |
| Eliminatorias Mundial de Corea y Japón 2002 | Corea del Sur y Japón | 6°lugar 27pts | Eliminado | 4  | 1  | 1    |

## Trayectoria como entrenador

### Boyacá Chicó
Comenzó como entrenador en febrero de 2013 dirigiendo en las inferiores del Boyacá Chicó.

### América de Cali
Entre 2014 y 2017 dirigió en las inferiores del América de Cali. Posteriormente volvería al cargo desde 2019 hasta 2022.
En 2018 se convierte en el entrenador del América de Cali Femenino siendo esta su primera etapa en la dirección técnica a nivel profesional, llegó a dirigir en 14 oportunidades. Tras su salida sería remplazado por Andrés Usme.
En total en calidad de interino ha dirigido al equipo profesional del América de Cali (masculino) en 19 oportunidades: En 2018 tras las salida del portugués Pedro Felício Santos (1), en 2019 tras la salida de Pecoso Castro (13), y en 2021 tras la salida de Juan Cruz Real (5).

### Club Llaneros
El 3 de abril de 2022 fue confirmado como nuevo entrenador del Club Llaneros junto su preparador físico Roberto Martínez y su asistente técnico Jairo "tigre" Castillo. Debutó con empate a 2 goles frente al Real Santander por la fecha 12 Torneo Apertura.

### Deportivo Pasto
El 16 de noviembre de 2023 es anunciado como director técnico de Deportivo Pasto junto a su asistente técnico Jhon Ramírez y también su preparador físico Roberto Martínez, para afrontar el torneo Apertura de la Categoría Primera A de Colombia.

## Clubes

### Como jugador
| Club                 | País      | Año       |
| -------------------- | --------- | --------- |
| América de Cali      | Colombia  | 1993-2001 |
| Galatasaray          | Turquía   | 2002      |
| River Plate          | Argentina | 2002      |
| Centauros            | Colombia  | 2003      |
| América de Cali      | Colombia  | 2003-2005 |
| Deportivo Pereira    | Colombia  | 2005-2006 |
| Boyacá Chicó         | Colombia  | 2006-2007 |
| América de Cali      | Colombia  | 2008-2009 |
| Atlético Bucaramanga | Colombia  | 2010      |
| América de Cali      | Colombia  | 2011      |

### Como formador
| Club                                   | País     | Año       |
| -------------------------------------- | -------- | --------- |
| Divisiones menores del Boyacá Chicó    | Colombia | 2013-2014 |
| Divisiones Menores del América de Cali | Colombia | 2014-2017 |
| Divisiones Menores del América de Cali | Colombia | 2019-2022 |

### Como entrenador
| Club                     | País     | Año       |
| ------------------------ | -------- | --------- |
| América de Cali Femenino | Colombia | 2018      |
| Llaneros                 | Colombia | 2022-2023 |
| Deportivo Pasto          | Colombia | 2024      |

## Estadísticas como jugador

### Resumen estadístico[13]
| Competición                   | Temporadas                    | Partidos    | Goles       | Promedio    |
| ----------------------------- | ----------------------------- | ----------- | ----------- | ----------- |
| Primera División de Colombia  | 1993-01, 2003-2009 y 2011     | 459         | 52          | 0.02        |
| Primera División de Turquía   | 2002                          | 1           | 0           | 0.00        |
| Primera División de Argentina | 2002                          | 6           | 0           | 0.00        |
| Segunda División de Colombia  | 2010                          | 14          | 0           | 0.00        |
| Copa Colombia                 | 2008-11                       | Desconocido | Desconocido | Desconocido |
| Copa Libertadores             | 1996, 1998, 2000, 2001 y 2005 | 33          | 8           | 0.24        |
| Copa Sudamericana             | 2002 y 2008                   | 6           | 0           | 0.00        |
| Copa Merconorte               | 1998-01                       | Desconocido | Desconocido | Desconocido |
| Champions League              | 2002                          | 0           | 0           | 0.00        |
| Selección Colombia Mayores    | 1999 - 2001                   | 20          | 1           | 0.05        |
| Selección Colombia Sub-20     | 1993                          | 3           | 0           | 0.00        |
| Selección Colombia Sub-23     | 1994-95                       | Desconocido | Desconocido | Desconocido |
| Consolidado total             | 1993-2011                     | +542        | +61         | 0.11        |

## Estadísticas como entrenador
| América de Cali Femenino · Colombia     | 1.ª                 | 2018                | 14 | 9  | 1  | 4  | - | - | - | - | - | - | - | - | 14 | 9  | 1  | 4  | 66.67% |
| América de Cali Femenino · Colombia     | Total               | Total               | 14 | 9  | 1  | 4  | 0 | 0 | 0 | 0 | 0 | 0 | 0 | 0 | 14 | 9  | 1  | 4  | 66.67% |
| América de Cali · (interino) · Colombia | 1.ª                 | F-2018              | 1  | 0  | 0  | 1  | - | - | - | - | - | - | - | - | 1  | 0  | 0  | 1  | 0%     |
| América de Cali · (interino) · Colombia | 1.ª                 | A-2019              | 11 | 5  | 2  | 4  | 2 | 1 | 1 | 0 | - | - | - | - | 13 | 6  | 3  | 4  | 53.84% |
| América de Cali · (interino) · Colombia | 1.ª                 | A-2021              | 1  | 0  | 1  | 0  | - | - | - | - | 4 | 1 | 1 | 2 | 5  | 1  | 2  | 2  | 33.33% |
| América de Cali · (interino) · Colombia | Total               | Total               | 13 | 5  | 3  | 5  | 2 | 1 | 1 | 0 | 4 | 1 | 1 | 2 | 19 | 7  | 5  | 7  | 52.09% |
| Club Llaneros · Colombia                | 2.ª                 | 2022                | 32 | 13 | 14 | 5  | 2 | 1 | 0 | 1 | - | - | - | - | 34 | 14 | 14 | 6  | 55.21% |
| Club Llaneros · Colombia                | 2.ª                 | 2023                | 45 | 22 | 15 | 8  | 2 | 0 | 1 | 1 | - | - | - | - | 47 | 22 | 16 | 9  | 58.16% |
| Club Llaneros · Colombia                | Total               | Total               | 77 | 35 | 29 | 13 | 4 | 1 | 1 | 2 | 0 | 0 | 0 | 0 | 81 | 36 | 30 | 15 | 56.79% |
| Total en su carrera                     | Total en su carrera | Total en su carrera | 75 | 36 | 21 | 17 | 2 | 1 | 1 | 0 | 4 | 1 | 1 | 2 | 82 | 38 | 25 | 19 | 63.73% |
| 1. 2.                                   |                     |                     |    |    |    |    |   |   |   |   |   |   |   |   |    |    |    |    |        |

## Palmarés

### Campeonatos nacionales
| Título           | Club            | País     | Año     |
| ---------------- | --------------- | -------- | ------- |
| Primera B        | Deportes Tolima | Colombia | 1994    |
| Primera División | América de Cali | Colombia | 1996/97 |
| Primera División | América de Cali | Colombia | 2000    |
| Primera División | América de Cali | Colombia | 2001    |
| Primera División | América de Cali | Colombia | II-2008 |

### Copas internacionales
| Título                         | Equipo (*)         | País      | Año  |
| ------------------------------ | ------------------ | --------- | ---- |
| Copa de Las Américas           | Colombia Sub-23    | Colombia  | 1994 |
| Copa América                   | Selección Colombia | Colombia  | 2001 |
| Copa Merconorte                | América de Cali    | Colombia  | 1999 |
| Bronce en Juegos Panamericanos | Colombia Sub-23    | Argentina | 1995 |

* Incluye selección nacional.